# Карло Бартоломео Растреллі
 Карло Бартоломео Растреллі  (італ. Carlo Bartolomeo Rastrelli, 1675, Флоренція — 18 (29) листопада 1744, Санкт-Петербург) — італійський скульптор, представник стилю бароко. Займався також архітектурою, дизайном інтер'єрів, розплануванням садів бароко, робив театральні декорації. Батько відомого архітектора Франческо Бартоломео Растреллі.

## Життєпис

### Флорентійський період
Народився у Флоренції. Похов з дворянської родини, що збідніла. Отримав блискучу художню освіту, що дозволила пізніше працювати і як архітектор, і як інженер-гідравлик, і як театральний декоратор, і значний за талантом, фахом і майстерністю скульптор. У зв'язку з відсутністю значних замов у Флоренції перебрався у папський Рим. Політична та економічна скрута відчувалася і в Римі. Узяв шлюб з жінкою (Анна-Марія), іспанкою за походженням. Молодята разом виїхали на заробітки у Париж.

### Паризький період
В Парижі мешкали 15 років (1700—1715). Тут і народився їх первічток, син — Вартоломей Растреллі, майбутній уславлений архітектор. Хлопець отримав в Парижі первісну художню освіту та добре опанував дві мови — італійську (флорентійський діалект) та французьку, якою буде користуватися майже все життя і писатиме нею документи. Навіть себе називатиме французькою — Франсуа Растреллі та буде так підписуватися.
Батько працював в галузі скульптури. Серед найбільш значущих творів батька — надгробок маркіза де Помпона, міністра короля Франції Луї XIV. Аби укріпити власне становище, Растреллі — батько купує диплом графа Папської держави і отримує орден Йоанна Латеранського. Купівля титулу — звична практика в Європі. В сословній ієрархії Франції титул графа — не остання справа, бо з графом більше рахуються.
Останні роки правління Луї XIV теж відрізнялися кризою і значним зменшенням художніх замов. А по смерті короля більшість високоосвічених майстрів залишилася без замов і грошей. Їх скрутним становищем скористався цар Петро І, що наказав своїм агентам закликати на службу у Санкт — Петербург усіх охочих до переїзду. Серед запрошених у Петербург майстрів були — * Філіп Пільман, художник-декоратор
- Олександр Леблон, архітектор і садівник, якого навчав сам Андре Ленотр
- Ніколя Піно, архітектор та скульптор-декоратор по дереву
- Карло Бартоломео Растреллі, переважно скульптор, інженер та майстер ливарної справи.

### Петербурзький період

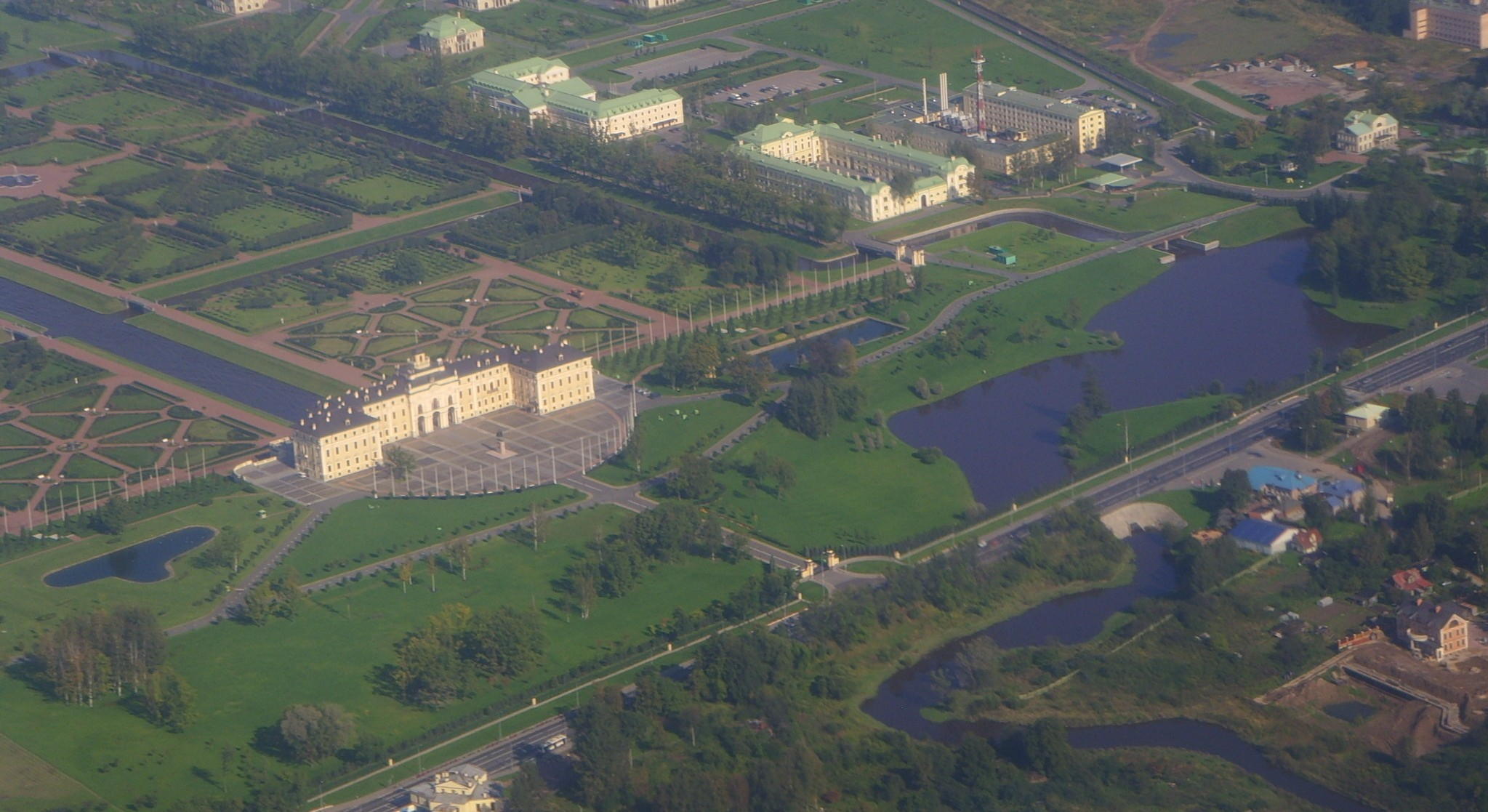
Палац в Стрєльні, 2009 р.

З 1 травня 1715 р. Растреллі-батька прийняли на російську службу за контрактом разом " з сином своїм та учнем працювати на службі Його Царської Величності на три роки в усіх мистецтвах та ремеслах, що він знає ". Аби новоприбульці не їли хліба дарма, до їх обов'язків за котрактом входило — * проектування архітектурних споруд
- проектування садів бароко, паркових каскадів та фонтанів
- створення скульптур з мармуру та різного каменю
- відливка скульптур з міді, свинцю та заліза
- виготовлення портретів з кольорового воску та гіпсу
- виготовлення печаток та матриць для монет та медалей
- створення театральних декорацій та театральних механізмів для вистав
- Растреллі-батько був зобов'язаний також навчати всьому цьому російських учнів, яких йому нададуть.

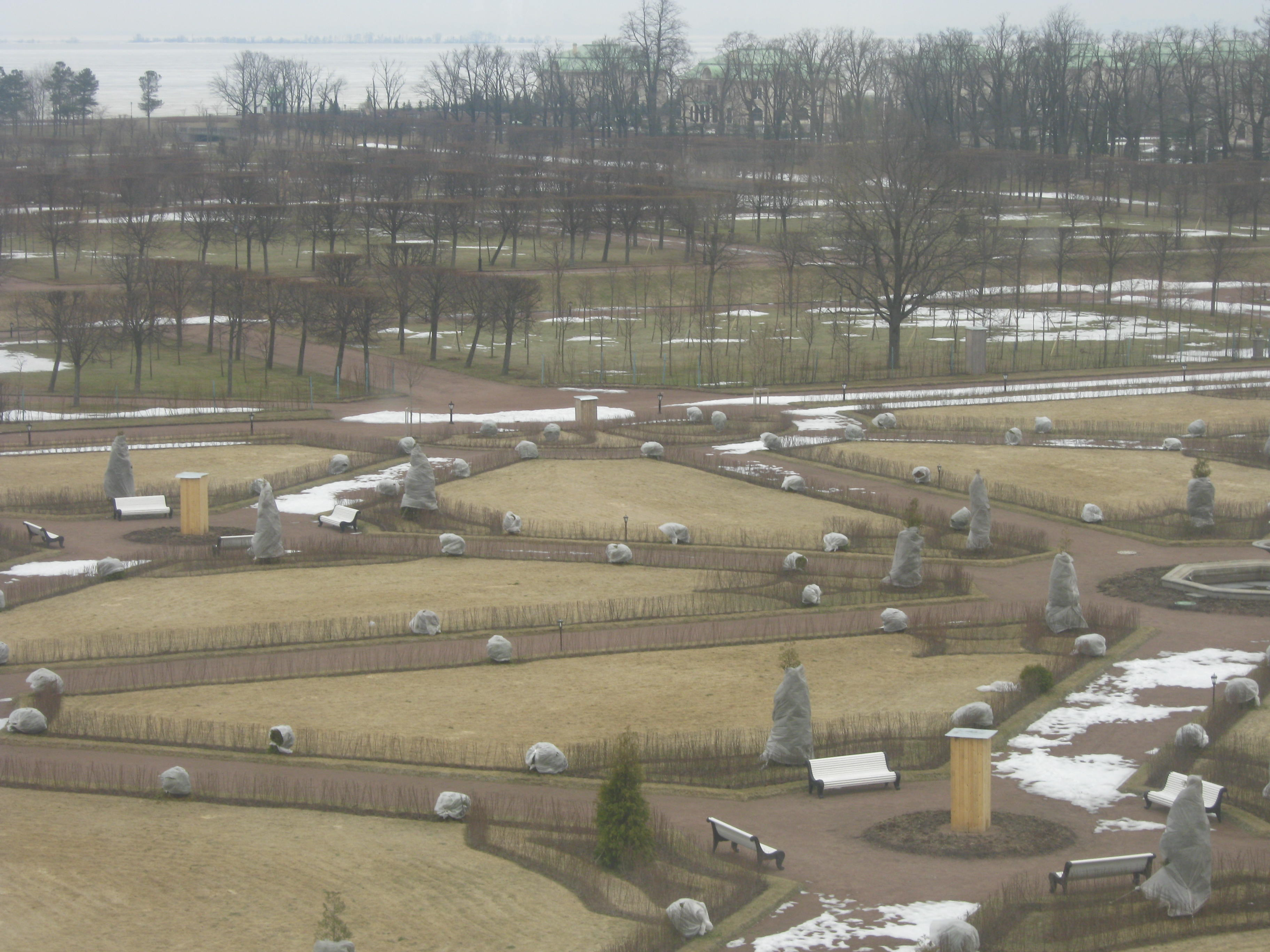
Стрєльна. Сад бароко, стан на 2010 р.

24 березня 1716 р. родина Растреллі прибула у Петербург. На відміну від Парижу, майстра завантажили значною кількістю замов, що той подовжив працю попри три роки, а потім залишився в Росії на все життя.
На початковому етапі Карло Растреллі займався архітектурою та розплануванням саду бароко в резиденції Стрєльна. Але наштовхнувся на значний спротив з боку свого головного конкурента — французького архітектора і садівника Олександра Леблона. Дійшло до скарг до губернатора та царя. Петро І, більш зацікавлений на той час в Леблоні, став на його бік. І розпорядився на майбутнє займатися архітектурою — Леблону, а скульптурою — Карло Растреллі.
Несподіване рішення царя, тим не менше, сприяло збереженню сил і часу немолодого за віком Растреллі-батька для праці зі скульптурами, адже тому було за сорок. До того ж, скульптура та ливарна справа були довготривалими та трудоміськими. Це добре віддзеркалює рапорт Карло Растреллі для створення першого металевого погруддя князя Меншикова . В переліку — вимоги на необхідні матеріали (червона мідь, віск, гіпс, залізо, глина), потреба в приміщенні-майстерні для захисту від негоди достатнього розміру та ще чотирнадцять фахівців-помічників, серед яких —
- коваль з помічниками
- слюсар
- тесляр
- каменярі-будівельники
- перекладач, бо Карло ще не вивчив російської мови.

По закінченню відливки, чекатимуть, поки вона охолоне. Потім знімуть товсту форму та почнуть розчищати погруддя. А завершуватиме твір чеканка та поліровка металевої поверхні, що робитиме фахівець-чеканщик з відповідними інструментами. А їх нема і треба замовити за кордоном, бо Петербург живе привозом.

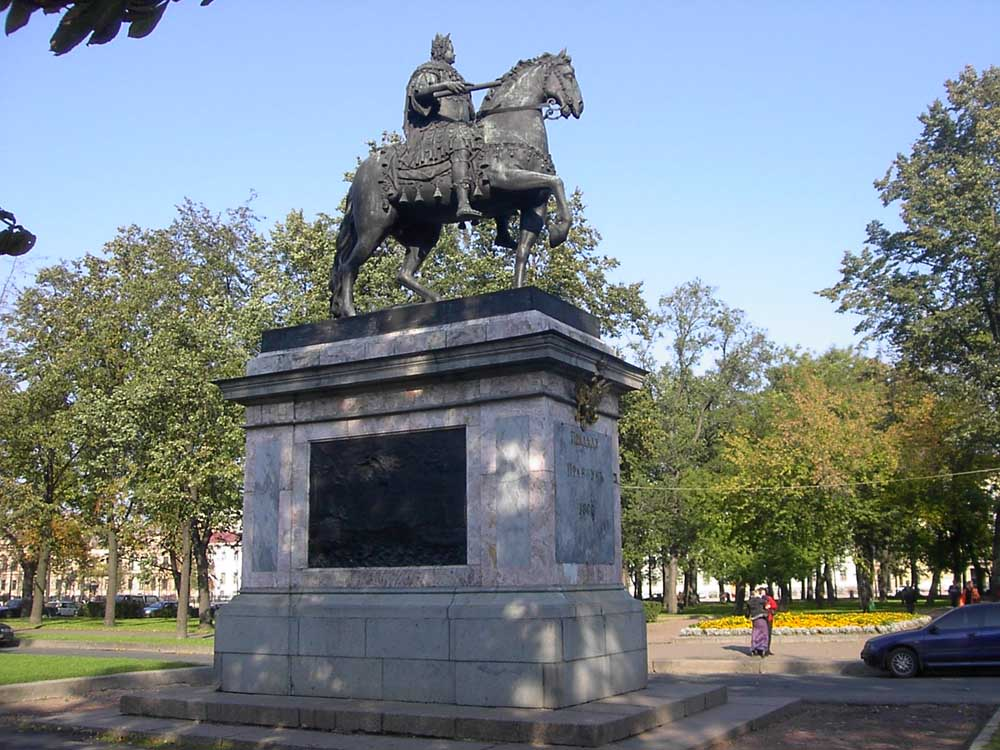
Карло Растреллі. Кінний монумент царю Петру І

До того ж, тут товктимуться учні, яких треба навчати на реальній справі. А передуватиме цьому тяганина з паперами та непрості стосунки з повільною бюрократичною машиною московитів. Не дивно, що металевих погрудь Карло Растреллі встигне створити 5 — 6, а збережуться ще менше.
Тим не менше, Карло Растреллі багато встигав. І зробив значний внесок в барокову скульптуру Росії, як в станкову, так і в монументальну. Він автор першого кінного монументу в мистецтві імперії. Всі його твори — світської, нецерковної тематики, бо він стояв біля самих витоків світського мистецтва Російської імперії.

## Вибрані твори

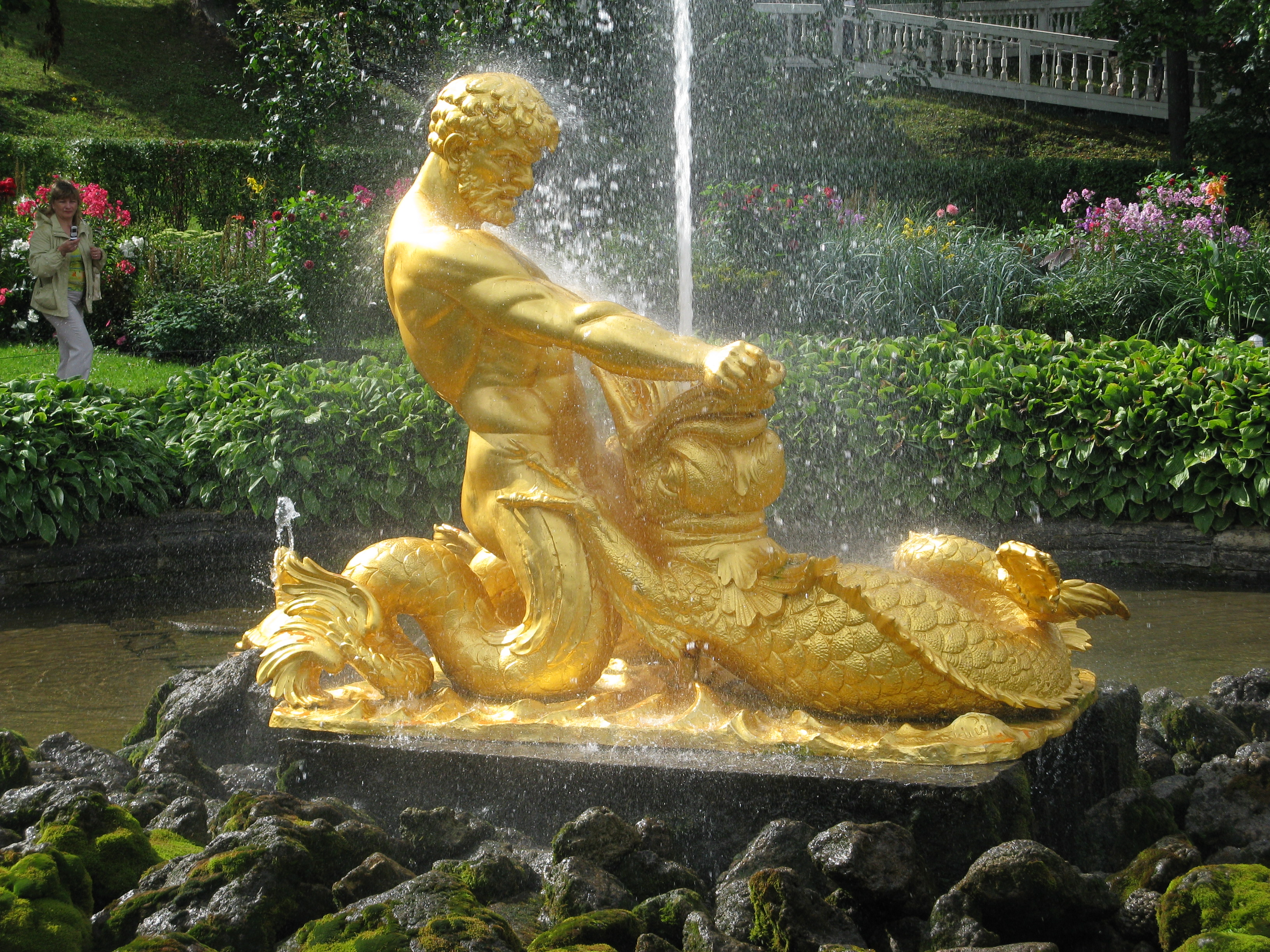
Фонтанна скульптура «Тритон з морським чудовиськом», відновлена у 1956 р.за старими малюнками (скульптор А. Гуржий)

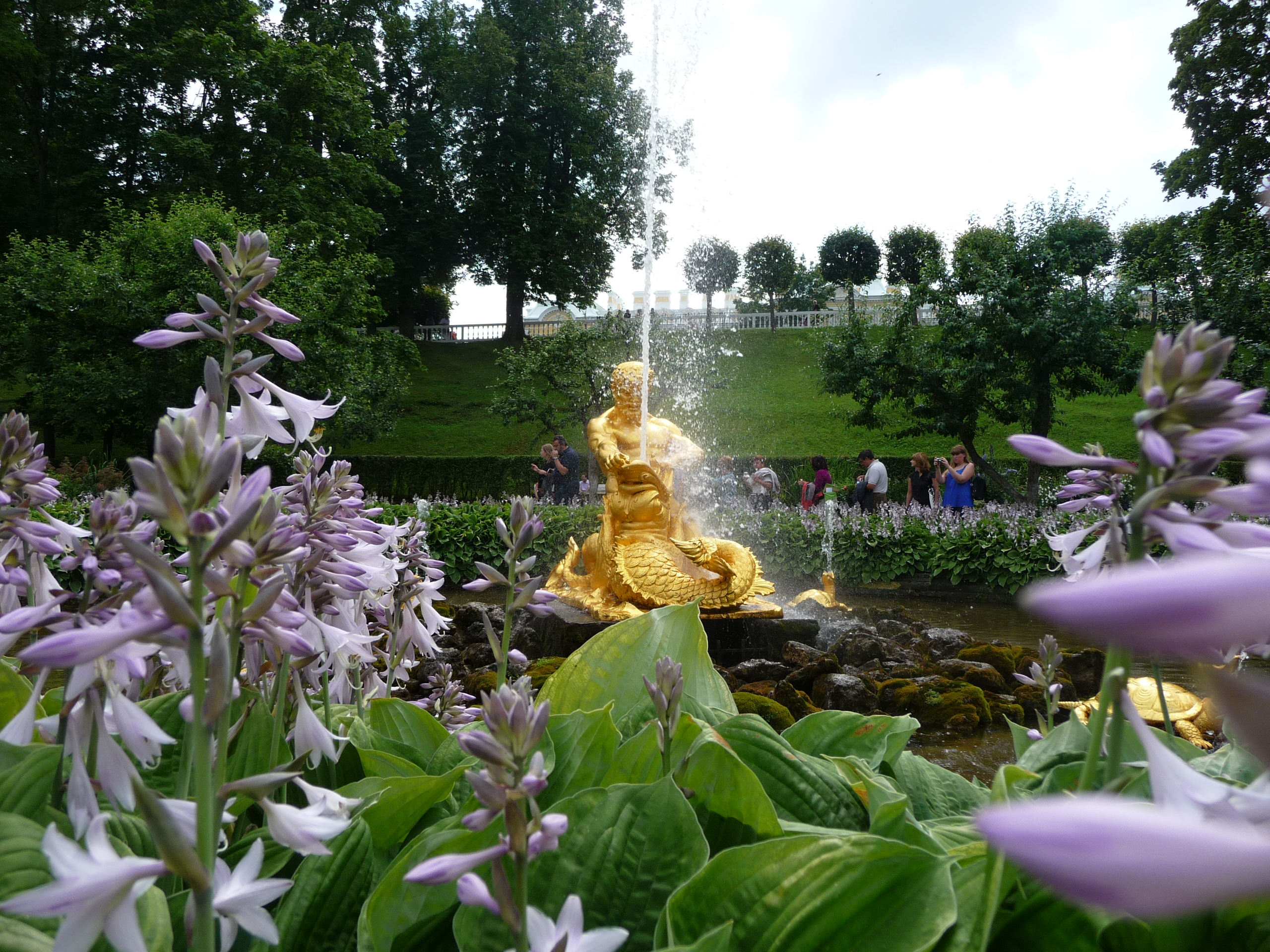
Фонтан «Тритон» в оточенні квітів, Петергоф, дворик Оранжереї.

- Надгробок міністра де Помпона, 1707, Париж
- Проект споруди Сената (не здійснено)
- Носова скульптура для царського корабля
- Погруддя майора С.Бухвостова, (не збережено)
- Скульптура солдата-велетня Буржуа, гіпс (не збережено)
- Погруддя невідомого вельможі,1732, Третьяковська галерея
- Декор залів палацика Монплезір
- Портрет В. Поспелова, денщика царя, гіпс (не збережено)
- Погруддя князя Меншикова, 1717, Ермітаж, Петербург
- Погруддя Петра І, Ермітаж, Петербург
- Погруддя Петра І, золочений свинець, Данія, Копенгаген, музей
- Кінний монумент Перта І, Петербург
- Імператриця Анна Іванівна з арапом-хлопчиком, Державний Російський музей, Петербург
- Маскарони для каскаду «Золота гора», Петергоф
- Фонтанна скульптура «Персей верхи з головою Медузи Горгони в руці» та «Андромеда», чотири дельфіни (не збережено)
- Маскарони для Гроту в Стрєльні, (не збережено)
- Алегорична скульптура «Зима» для Верхнього саду в Петергофі, (не збережено)
- Чотири алегоричні скульптури «Пори року», Петергоф, (не збережено)
- Скульптурна група «Нептун на колісниці», (не збережено)
- Скульптура «Самсон роздирає пащу лева», перший варіант, 1735, (не збережено) Фігуру «Самсона» відновив в кінці 18 ст . скульптор Козловський Михайло Іванович
- Відливки декоративних скульптур для різних фонтанів у Петергофі
- Фонтан «Трітон з морським чудовиськом» (не збережено), відновлена у 1956 р.за старими малюнками (скульптор А. Гуржий)
- Проект саду бароко в Стрєльні